# 平野佳奈
平野 佳奈（ひらの かな、1月18日 - ）は、日本の女性声優。福岡県出身。血液型はA型。以前は賢プロダクション、E-sprinGに所属していた。朗読集団みどりぐみに参加している。

## 出演作品

### テレビアニメ
2006年
- 恋する天使アンジェリーク 〜心のめざめる時〜（メイド、男の子、子供）

2007年
- げんしけん2（部員A）

2008年
- ネオ アンジェリーク Abyss -Second Age-（女性信者）
- のらみみ（ミカコ）

### OVA
- 茄子 スーツケースの渡り鳥

### ゲーム
- ファイナルファンタジーXV アサシンズ・フェスティバル
- エンジェルマスター(カルア、ニーナ、ヴィヴィアン、ファフニール)
- 妖怪百姫たん!(貂蝉)
- いぬかみっ! feat.Animation（メイド）
- 高円寺女子サッカー（鬼澤日向、鬼澤麗華）
- 絶体絶命都市2 -凍てついた記憶たち-（アナウンサー）

### 吹き替え
- アルティメット・サイクロン(カーリン)
- ウェット・ホット・アメリカン・サマー：キャンプ1日目(コートニー<クリステン・ウィグ>、デビー、ベッキー)
- ウェット・ホット・アメリカン・サマー：あれから10年(コートニー<クリステン・ウィグ>)
- NCIS:ニューオーリンズ(ヘザー)
- 奇皇后 〜ふたつの愛 涙の誓い〜(ソルファ)
- グッド・ライ 〜いちばん優しい嘘〜
- グッド・ワイフ 7(ママ・ジル)
- レバレッジ 〜詐欺師たちの流儀 5(女性捜査官)
- TRUE DETECTIVE/二人の刑事
- Bitten－わたしを愛した狼－ 2(バウアー)
- ブロークン・アイデンティティ(マルタ)
- 戰神 MARS（桜沢しおり）
- レッド・オークス(ジーン)
- LOW&ORDER UK４(キム)
- LOW&ORDER UK７(アビー・グレンドン)

### ボイスオーバー
- 歴代大統領でたどるアメリカ史(ヒストリーチャンネル)
- 我が美しき壊れた脳(Netflix)
- アメ車カスタム専門 カウンティング・カーズ4(ヒストリーチャンネル)
- 愛という名の凶器2(ディスカバリーチャンネル)
- マーサ・スチュワート・リビング（CSチャンネル）

### デジタルコミック
2008年
- VOMIC 悪魔とラブソング（女子D）

### ドラマCD
- 天然女子高物語（黒沢真夜）
- 大奥<MELODY　全サドラマＣＤ>

### BLCD
- 両手に君の告白を その指だけが知っている4(女子生徒)

### ナレーション
- スーパードクター「鈴木歯科医院」<TOKYO MX>
- 神奈川県ＮＰＯ認知度向上キャンペーン
- パチンコ店 西の丸<TVCM>
- ナショナル会館<TVCM>
- パチンコダイナム<TVCM>